# Marga Marga
Marga Marga is een provincie van Chili in de regio Valparaíso. De provincie telde 341.893 inwoners in 2017 en heeft een oppervlakte van 1159 km². Hoofdstad is Quilpué.
De provincie is gevormd uit twee gemeenten van de provincie Valparaíso, Quilpué en Villa Alemana, en twee gemeenten van de provincie Quillota, Limache en Olmué.

## Gemeenten
Marga Marga is verdeeld in vier gemeenten:
- Quilpué
- Villa Alemana
- Limache
- Olmué